# Берлінська академія мистецтв
Берлінська академія мистецтв (нім. Akademie der Künste in Berlin) — німецький вищий навчальний заклад, що знаходиться у Берліні. Заснована у 1696 році курфюрстом Фрідріхом I, Академія була покликана виконувати адміністративні та освітні функції.
На базі будівельного факультету Берлінської академії мистецтв була створена Берлінська академія архітектури 18 березня 1799 року за наказом короля Пруссії Фрідріха Вільгельма III.
Завдяки академічному статусу закладу його члени грають не останню роль у розвитку сучасного мистецтва. Проте з 1931 року заклад виконує лише адміністративну функцію — освітню натомість виконує спеціально створений Берлінський університет мистецтв.
Нова будівля Берлінської академії мистецтв на Паризькій площі поруч з відновленим готелем «Адлон» була зведена після злуки Німеччини у 1990 році за проєктом членів Академії Гунтера Беніша, Манфреда Забатке та Вернера Дурта. До Другої світової війни на цьому місці у Палаці Арніма знаходилась Прусська академія мистецтв.

## Відомі викладачі та випускники академії
- Вільгельм Амберг (1822—1899)
- Карл Беккер (1820—1900) — президент академії.
- Карл Едуард Бірманн (1803—1892)
- Вільгельм Кампхаузен
- Роберт Лісовський (1893—1982)
- Людвіг Пітч (1824—1911)
- Карл Ройхлінг
- Солтис Адам Мечиславович
- Юліус Шоппе (1795—1868)